# Hot Sulphur Springs
Hot Sulphur Springs – miasto w Stanach Zjednoczonych, w stanie Kolorado, siedziba administracyjna hrabstwa Grand.